# 松岡享子
松岡 享子（まつおか きょうこ、1935年3月12日 - 2022年1月25日）は、日本の図書館員、文学者（児童文学）、児童文学作家、翻訳家。学位はMaster（西ミシガン大学・1963年）。公益財団法人東京子ども図書館名誉理事長、文化功労者。
ボルチモア市立イーノック・プラット公共図書館、大阪市立中央図書館での勤務を経て、「松の実文庫」を創設し、財団法人東京子ども図書館理事長（初代）などを歴任した。

## 概要
兵庫県出身の翻訳家、児童文学研究者である。ビバリー・クリアリーの「ゆかいなヘンリーくんシリーズ」（学習研究社）や、マイケル・ボンドの「くまのパディントンシリーズ」（福音館書店）の翻訳で知られる。私設図書館として松の実文庫を創設し、のちに東京子ども図書館を設立し理事長を務めた。さらに東洋英和女学院大学で教鞭を執り、児童文学について講じた。

## 来歴

### 生い立ち
1935年、兵庫県神戸市に生まれた。父は神戸の汽船会社に勤務、母は専業主婦をしており、両親ともに和歌山県出身であった。また、8歳年上の姉がいる。山手小学校、 粉河小学校、垂水小学校、霞ヶ丘中学校、兵庫県立星陵高等学校を経て、兵庫県立神戸高等学校を卒業。1957年、神戸女学院大学文学部英文学科を卒業。1960年、慶應義塾大学文学部図書館学科を卒業。慶應義塾大学図書館学科の図書室で働いた後、渡米しウェスタン・ミシガン大学大学院で児童図書館学を学び、1963年に修士課程を修了した。メリーランド州・ボルティモア市の公共図書館で児童図書館員として勤めた後、1963年の秋に帰国し福音館書店でアルバイトをする。この頃、瀬田貞二、石井桃子、土屋滋子らと知り合う。1964年の春から大阪市立中央図書館の小中学生室に勤務した。

### 東京子ども図書館
1966年に退職して東京の実家に戻る。その後、1967年に自宅で家庭文庫「松の実文庫」をひらいて、子どもたちに接しながら、児童文学の研究、翻訳、創作に従事する。1974年、石井桃子らとともに、財団法人東京子ども図書館を設立し、設立時より40年以上に渡って理事長を務めたが、2015年6月任期満了をもって退任し、終身名誉理事長。

### その他の活動
35歳の1970年から約30年間にわたり、アジアの子どもたちに共通の読み物を作る、ユネスコのアジア共同出版計画事業にかかわる。2003年までユネスコ・アジア太平洋文化センター評議員。
1989年には国際識字年の記念絵本の編集に携わる。1992年と1994年には、国際児童図書評議会が授与する国際アンデルセン賞の選考委員をつとめた。
2001年5月まで日本国際児童図書評議会理事。
また、東洋英和女学院大学で約12年間、児童文学の教鞭をとった。
2015年、母校の神戸女学院大学から名誉学位（文化博士）を授与。
2021年秋に、文化功労者に選出。
2022年1月25日、病気のため長野県茅野市の病院で死去。86歳没。没日付で従四位に叙され、旭日中綬章を授与される。

## 賞歴
出典：
- サンケイ児童出版文化賞(第16回)〔1969年〕「くしゃみくしゃみ天のめぐみ」
- 児童福祉文化賞（「とこちゃんはどこ」で、1971年）[12]
- 子ども文庫功労賞(第3回,1981年度)
- エイボン女性年度賞教育賞〔1990年〕
- 博報賞(国語教育部門,第24回)〔1993年〕
- 日本絵本賞翻訳絵本賞〔1997年〕「だちょうのくびはなぜながい?」
- 巖谷小波文芸賞(第22回)〔1999年〕
- 図書館サポートフォーラム賞(第8回)〔2006年〕

## 栄典
- 文化功労者〔2021年〕

## 著書
- 『くしゃみくしゃみ天のめぐみ』寺島龍一画 福音館書店 1968
- 『えほんのせかいこどものせかい』児童図書館研究会 1969
- 『とこちゃんはどこ』加古里子絵 福音館 こどものとも 1970
- 『おふろだいすき』おいたゆうこ絵　福音館書店 1971
- 『話すこと 2』東京子ども図書館 たのしいお話 1972
- 『みしのたくかにとをたべた王子さま』大社玲子絵 福音館書店 1972
- 『絵本を読むこと』東京子ども図書館 1973 たのしいお話
- 『それほんとう?』長新太絵 福音館書店 1973
- 『なぞなぞのすきな女の子』大社玲子絵 学習研究社 1973
- 『お話とは』東京子ども図書館 1974　たのしいお話 2
- 『かえるがみえる』馬場のぼる絵 こぐま社 1975
- 『質問に答えて』東京子ども図書館 1975 たのしいお話 8
- 『サンタクロースの部屋 子どもと本をめぐって』こぐま社 1978
- 『おぼえること』東京子ども図書館 1979 たのしいお話 4
- 『昔話を絵本にすること ホフマンの『七わのからす』をめぐって』東京子ども図書館 1981
- 『選ぶこと』東京子ども図書館 1982 たのしいお話 3
- 『おふろだいすき』林明子絵 福音館書店 1982
- 『こども・こころ・ことば 子どもの本との二十年』こぐま社 1985
- 『昔話絵本を考える』日本エディタースクール出版部 1985
- 『いまはむかしさかえるかえるのものがたり』馬場のぼる絵 こぐま社 1987
- 『えほんのせかいこどものせかい』日本エディタースクール出版部 1987
- 『変るもの変らないもの 松岡享子講演録』東京子ども図書館 1990
- 『話すこと 1 (よい語り)』東京子ども図書館 1991 たのしいお話 5
- 『お話を語る』日本エディタースクール出版部 1994 たのしいお話
- 『お話を子どもに たのしいお話』日本エディタースクール出版部 1994
- 『松岡享子レクチャー・ブックス 1　お話について』東京子ども図書館 1996
- 『みしのたくかにと』大社玲子絵 こぐま社 1998
- 『語るためのテキストをととのえる 長い話を短くする』東京子ども図書館 1999
- 『レクチャーブックス・松岡享子の本 ことばの贈りもの』東京子ども図書館 2009
- 『レクチャーブックス・お話入門 6　語る人の質問にこたえて』東京子ども図書館 2011
- 『ちいさなたいこ』秋野不矩絵 福音館書店 2011 こどものともコレクション
- 『うれしいさんかなしいさん』東京子ども図書館 2012
- 『じゃんけんのすきな女の子』大社玲子絵 学研教育出版 2013
- 『子どもと本』岩波新書、2015

共著
- 『石井桃子のことば』中川李枝子,松居直,若菜晃子ほか共著 新潮社 とんぼの本 2014

### 翻訳
- ガース・ウィリアムズ『しろいうさぎとくろいうさぎ』福音館書店 1965
- エリノア・ファージョン『町かどのジム』三芳悌吉画 学習研究社 1965　のち福武文庫
- ラッセル・ホーバン文 ガース・ウィリアムズ絵「フランシス」シリーズ
『おやすみなさいフランシス』福音館書店 1966
『ジャムつきパンとフランシス』日本パブリッシング 1971
『フランシスのいえで』1971
『フランシスとたんじょうび』1972
『フランシスのおともだち』1972
- ベバリイ・クリアリー「ゆかいなヘンリーくん」学習研究社
1 『がんばれヘンリーくん』横山明絵、のちルイス・ダーリング絵 1967
2 『ヘンリーくんとアバラー』1968
3 『ビーザスといたずらラモーナ』1969
4 『ヘンリーくんとビーザス』1969
5 『ヘンリーくんと新聞配達』1970
6 『ヘンリーくんと秘密クラブ』1970
7 『アバラーのぼうけん』1970
8 『ラモーナは豆台風』1970
9 『ゆうかんな女の子ラモーナ』アラン=ティーグリーン絵 1976
『ラモーナとおとうさん』1982
『ラモーナ、八歳になる』2001
『ラモーナとあたらしい家族』2002
『ラモーナ、明日へ』2006
- マイケル・ボンド作 ペギー・フォートナム絵『くまのパディントン』シリーズ　福音館書店 
『くまのパディントン』1967
『パディントンの一周年記念』1967
『パディントンのクリスマス』1968
『パディントンフランスへ』1970
『パディントンとテレビ』1971
『パディントンの煙突掃除』1977　
『パディントン妙技公開』1989
『パディントン街へ行く』田中琢治共訳 2006 福音館文庫
『パディントンのラストダンス』田中琢治共訳 2007 福音館文庫 パディントンの本
『パディントンの大切な家族』田中琢治共訳 2008 福音館文庫 パディントンの本
- アンデルセン作 マーシャ・ブラウン画『白鳥』福音館書店 1967
- オリバー・バターワース作 ルイス・ダーリング絵『大きなたまご』学習研究社 1968
- ヘレン・ピアス『ねずみのほん』福音館書店 1968
1 『(ねずみのいえさがし)』1968
2 『(ねずみのともだちさがし)』1968
3 『(よかったねねずみさん)』1968
- ホープ・ニューウェル『あたまをつかった小さなおばあさん』山脇百合子画 福音館書店 1970
- エズフィール・スロボドキーナ『おさるとぼうしうり』福音館 1970
- ロジャー・デュボアザン「がちょうのペチューニアシリーズ」
『ペチューニア』日本パブリッシング 1970　「がちょうのペチューニア」冨山房
『おばかさんのペチューニア』佑学社 1978
『ペチューニアごようじん』佑学社 1978　のち冨山房
『ペチューニアのだいりょこう』佑学社 1978　のち冨山房
- E.H.ミナリック文 モーリス・センダック絵「はじめてよむどうわ」福音館書店  
『こぐまのくまくん』1972
『かえってきたおとうさん』1972
『くまくんのおともだち』1972
『だいじなとどけもの』1972
- ディック・ブルーナ「子どもがはじめてであう絵本」福音館書店  
『くんくんとかじ』1972
『こいぬのくんくん』1972
『もっとほんがよめるの』1972
『わたしほんがよめるの』1972
『うさこちゃんとじてんしゃ』1984
『おひゃくしょうのやん』1984
『しろ、あか、きいろ』1984
『まる、しかく、さんかく』1984
『うさこちゃんがっこうへいく』1985
『おーちゃんのおーけすとら』1985
『だんふねにのる』1985
『うさこちゃんおとまりにいく』1993
『うさこちゃんとじてんしゃ』1993
『うさこちゃんのおじいちゃんとおばあちゃん』1993
『うさこちゃんとあかちゃん』2005
『うさこちゃんのはたけ』2005
『うさこちゃんとふえ』2007 ブルーナの絵本
『おかしのくにのうさこちゃん』2007 ブルーナの絵本
『うさこちゃんのさがしもの』2008 ブルーナの絵本
『うさこちゃんときゃらめる』2009 ブルーナの絵本
『うさこちゃんのおじいちゃんへのおくりもの』2009 ブルーナの絵本
『うさこちゃんのだんす』2009 ブルーナの絵本
『うさこちゃんのてがみ』2009 ブルーナの絵本
『うさこちゃんはじょおうさま』2009 ブルーナの絵本
『うさこちゃんとにーなちゃん』2010
『うさこちゃんのおうち』2010
『うさこちゃんおばけになる』2010
『うさこちゃんとふがこちゃん』2011
『うさこちゃんまほうをつかう』2011
『うさこちゃんのだいすきなおばあちゃん』2008　ブルーナの絵本
『うさこちゃんのてんと』2008 ブルーナの絵本
『うさこちゃんとたれみみくん』2008 ブルーナの絵本
『うさこちゃんびじゅつかんへいく』2008 ブルーナの絵本
『ふわこおばさんのぱーてぃー』2011
『くんくんにこいぬがうまれたよ』2012
『りんごぼうや』2012
『くまのぼりす』2013
『だれのなきごえかな?』2013
『どうしてないているの?』2014
- アジア地域共同出版計画編集委員会、ユネスコ・アジア文化センター編『アジアの昔話』全6巻　福音館書店 1975-81
- ドン・フリーマン『くまのコールテンくん』偕成社 1975
『くまのビーディーくん』1976
- オリバー・バターワース作 ルイス=ダーリン画『大きなたまご』学習研究社 1976
- アリス・デルグレーシュ『ヘムロック山のくま』藤森和子共訳 太田大八画 福音館書店 1976
- ウォルター・シェルフ『児童文学の伝統と現状』日本児童図書評議会 c1977
- ベバリイ=クリアリー作 ルイス=ダーリング画『ひとりっ子エレンと親友』学習研究社 1977
- ハワード=ノッツ『ふゆねこさん』偕成社 1977
- ペーン・デュボア『ものぐさトミー』岩波書店 1977
- ジュディ=バレット作 ロン=バレット絵『1ねんに365のたんじょう日プレゼントをもらったベンジャミンのおはなし』偕成社 1978
- マーガレット・ワイズ・ブラウン作 ガース・ウイリアムズ絵『まんげつのよるまでまちなさい』ペンギン社 1978
- 『三本の金の髪の毛　世界むかし話 12(東欧)』クリスティーナ・トゥルスカ絵 ほるぷ出版 1979 のら書店 2013
- シャーロット・ゾロトウ作 ハワード・ノッツ絵『かぜはどこへいくの』偕成社 1981
- ウィリアム・ニコルソン『かしこいビル』吉田新一共訳 ペンギン社 1982
- エスター・アベリル『黒ネコジェニーのおはなし』張替恵子共訳 福音館書店 1982
2 (ジェニーのぼうけん) 2012
3 (ジェニーときょうだい)　2012
- 『現代アジア児童文学選 2　ノイのくじらつり』監訳 東京書籍 1982
- 『現代アジア児童文学選 1　バリおくさまのバス旅行』監訳 東京書籍 1982
- 『現代アジア児童文学選 5　アジアの笑いばなし』監訳 アジア地域共同出版計画会議企画 ユネスコ・アジア文化センター編 東京書籍 1987
- ヘレン・ピアス「ねずみのほん」童話屋
『ねずみのいえさがし』1984
『ねずみのともだちさがし』1984
『よかったねねずみさん』1984
- E.H.ミナリック文 モーリス・センダック絵『おじいちゃんとおばあちゃん』福音館書店 1986
- エリーズ・ボールディング『子どもが孤独でいる時間』こぐま社 1988
- ユネスコ・アジア文化センター編『どこにいるかわかる? アジア・太平洋の子どもたちのたのしい一日』こぐま社 1988
- ユネスコ・アジア文化センター,ユネスコ企画編集『なにをしているかわかる? 世界の子どもがみんなでいっしょにたのしむ絵本』朝日新聞社 1990
- イーラ『二ひきのこぐま』こぐま社 1990
- ディック・ブルーナ「ブルーナのうたこさんのえほん」福音館書店
『ぶたのうたこさん』1991
『うたこさんのおかいもの』1991
『うたこさんのにわしごと』1991
- アリキ『本はこうしてつくられる』日本エディタースクール出版部 1991
- リチャード・ウィルバー『番ねずみのヤカちゃん』大社玲子絵 福音館書店 1992
- シビル・ウェッタシンハ『きつねのホイティ』福音館書店 1994
- ハンス・リマー文 レナート・オスベック写真『わたしのろばベンジャミン』こぐま社 1994
- アイリーン・コルウェル『子どもたちをお話の世界へ ストーリーテリングのすすめ』共訳 こぐま社 1996
- ヴァーナ・アーダマ文 マーシャ・ブラウン絵『ダチョウのくびはなぜながい? アフリカのむかしばなし』冨山房 1996
- シビル・ウェッタシンハ『ねこのくにのおきゃくさま』福音館書店 1996
- 『子どもに語るアジアの昔話』こぐま社 1997
- マリー・ホール・エッツ『ペニーさん』徳間書店 1997
『ペニーさんと動物家族』1998
- エゴン・マチーセン『さるのオズワルド』こぐま社 1998
- 『花仙人 中国の昔話』蔡皋画 福音館書店 1998
- ディック・ブルーナ『ケムエルとノアのはこぶね』福音館書店 1999
- ベンジャミン・エルキン『世界でいちばんやかましい音』太田大八絵 こぐま社 1999
- ミリアム・クラーク・ポター「どうぶつむらのがちょうおくさん」福音館書店、2004
1 ごきげんいかががちょうおくさん
2 おっとあぶないがちょうおくさん
- 『ディック・ウィッティントンとねこ イギリスの昔話』マーシャ・ブラウン アリス館 2007
- 『空とぶじゅうたん アラビアン・ナイトの物語より』マーシャ・ブラウン再話・絵 アリス館 2008
- ブリギッテ・シジャンスキー文 バーナデット・ワッツ絵『まつぼっくりのぼうけん 川といっしょにたびをした五つのまつぼっくりのおはなし』瑞雲舎 2008
- ジョセフ・ジェイコブズ『子どもに語るイギリスの昔話』編・訳 こぐま社 2010
- シビル・ウェッタシンハ『わたしのなかの子ども』福音館書店 2011
- マーシャ・ブラウン『庭園の中の三人/左と右』高鷲志子共訳 東京子ども図書館 2013
- マリー・ホール・エッツ『ペニーさんのサーカス』徳間書店 2014
- シビル・ウェッタシンハ『ポッダとポッディ』福音館書店 2014 こどものとも